# Adventure Gamers
Az Adventure Gamers egy 1998-ban indított kalandjátékokkal foglalkozó weboldal. Az oldal kalandjátékok előzeteseit, tesztjeit és a játék tervezőivel készített interjúkat tesz közzé.
Az oldal tesztjeit több játék borítóján idézték, és a CNET Metacritice és a GameRankings is a megbízható oldalak között listázza.
A játéktervezők is írnak az AdventureGamers.com fórumaiba, néhányuk ezt gyakran megteszi. Ilyen Martin Ganteföhr is (A The Moment of Silence tervezője), Steve Ince (a Broken Sword és a Beneath a Steel Sky tervezője), David Cage (a Fahrenheit tervezője) és Lee Sheldon (a Agatha Christie: And Then There Were None írója). Az oldal több emberét felvette a Telltale Games.
Az oldal mind a hivatalosan kiadott és az ingyenes kalandjátékokkal is foglalkozik.
Az Adventure Gamers egyik népszerű eleme a „Hype-O-Meter”, ami a még meg nem jelent kalandjátékok tízes toplistáját jelenti.
2002 májusa előtt az Adventure Gamers neve Adventure Gamer (s nélkül a végén) volt. A névváltást az eredeti adventuregamer.com webcím elvesztése miatt kellett.
A jelenlegi design 2005. január 21-e óta van bevezetve.